# Calahorra de Boedo
Calahorra de Boedo település Spanyolországban, Palencia tartományban. Calahorra de Boedo Herrera de Pisuerga, San Cristóbal de Boedo, Santa Cruz de Boedo, Villameriel és Páramo de Boedo községekkel határos. Lakosainak száma 83 fő (2024).

## Népesség
A település népessége az elmúlt években az alábbi módon változott:
| Lakosok száma | 133  | 125  | 117  | 109  | 115  | 98   | 94   | 90   | 89   | 83   |
|               | 2001 | 2004 | 2007 | 2009 | 2012 | 2014 | 2017 | 2019 | 2022 | 2024 |